# Fail Alsynov
Fail Fattachovič Alsynov (baškirsky Фаил Фәттәх улы Алсынов; * 7. prosince 1986, Juldybajevo, Baškirská ASSR) je veřejný činitel a aktivista za ochranu přírody, etnické identity a jazyka v ruské republice Baškortostán. 
Jeho odsouzení ke čtyřem letům vězení vyvolalo v lednu 2024 protesty v Baškortostánu, ve městě Bajmak, kterých se zúčastnilo několik tisíc lidí. Vyústily v potyčky s policií, která použila slzný plyn a bila demonstranty obušky.

## Život
Narodil se ve vsi Juldybajevo Zilairského rajónu v Baškortostánu, je prostřední ze tří bratrů a má ještě sestru. Na Baškirské státní univerzitě vystudoval historii.
Alsynov se pravidelně účastní všech demonstrací za ochranu přírody v této republice. Zasazoval se také za zachování baškirského jazyka.
V souvislosti s ruskou invazí na Ukrajinu kritizoval vojenskou mobilizaci coby genocidu baškirského národa.  Napsal, že válka Ruska s Ukrajinou „není naše válka“. Úřady mu pak uložily pokutu 10 tisíc rublů a v březnu 2023 u něj proběhla domovní prohlídka. Dlouhodobě se ukazuje, že právě z řad etnických minorit je v Rusku vysíláno neúměrně mnoho mužů do bojů na Ukrajině.
Alsynov byl také lídrem občanského hnutí Baškort (Башкирская общественная организация «Башкорт»), jehož cílem bylo zachování etnické identity Baškirů. Hnutí bylo v roce 2020 zakázáno jako extremistické.

## Trestní stíhání
Úřady začaly Alsynova stíhat, když si na něj stěžoval Radij Chabirov, který stojí v čele této republiky. Alsynov podle něj štve místní obyvatele proti představitelům arménského, ruského a tatarského národa. Příznivci Alsynova jsou přesvědčeni, že se mu úřady mstí za to, že před lety překazil plány na těžbu z hory Kuštau, kde byla poté vyhlášena přírodní rezervace.
Soud shledal Alsynova vinným ze šíření nenávisti kvůli jeho vystoupení v roce 2023 na demonstraci proti těžbě zlata v Povolží. Odsoudil ho ke čtyřem letům vězení. Alsynov se hodlá proti rozsudku odvolat. 
Vynesení rozsudku očekávalo před budovou soudu ve městě Bajmak několik tisíc lidí. Dav poté skandoval: „Svobodu!“, „Hanba!“ a „Faile, jsme s tebou!“ Demonstrace přerostla v potyčky s policií, která použila slzný plyn a bila demonstranty obušky.